# Hoheria populnea
Hoheria populnea (Engels: New Zealand mallow of lacebark, Maori: houhere) is een plantensoort uit de kaasjeskruidfamilie (Malvaceae). Het is een boom met een grijze stam en leerachtige getande bladeren. Deze bladeren zijn 7 tot 14 centimeter lang en 4 tot 6 centimeter breed, en dan het breedst aan de basis. De boom heeft grote witte bloemen die zich later ontwikkelen tot een gevleugelde droge vrucht, die tussen april en juni verschijnt. 
De soort is endemisch in Nieuw-Zeeland. Hij komt daar voor op het Noordereiland, in een gebied wat zich uitstrekt van de Noordkaap tot in het noorden van de regio Waikato en het schiereiland Coromandel. De boom groeit in zowel kust- als bergbossen, en dan meestal in kauribossen. Verder komt de soort ook voor in kustbossen waar de Pohutukawa (Metrosideros excelsa) een overheersende boomsoort is.

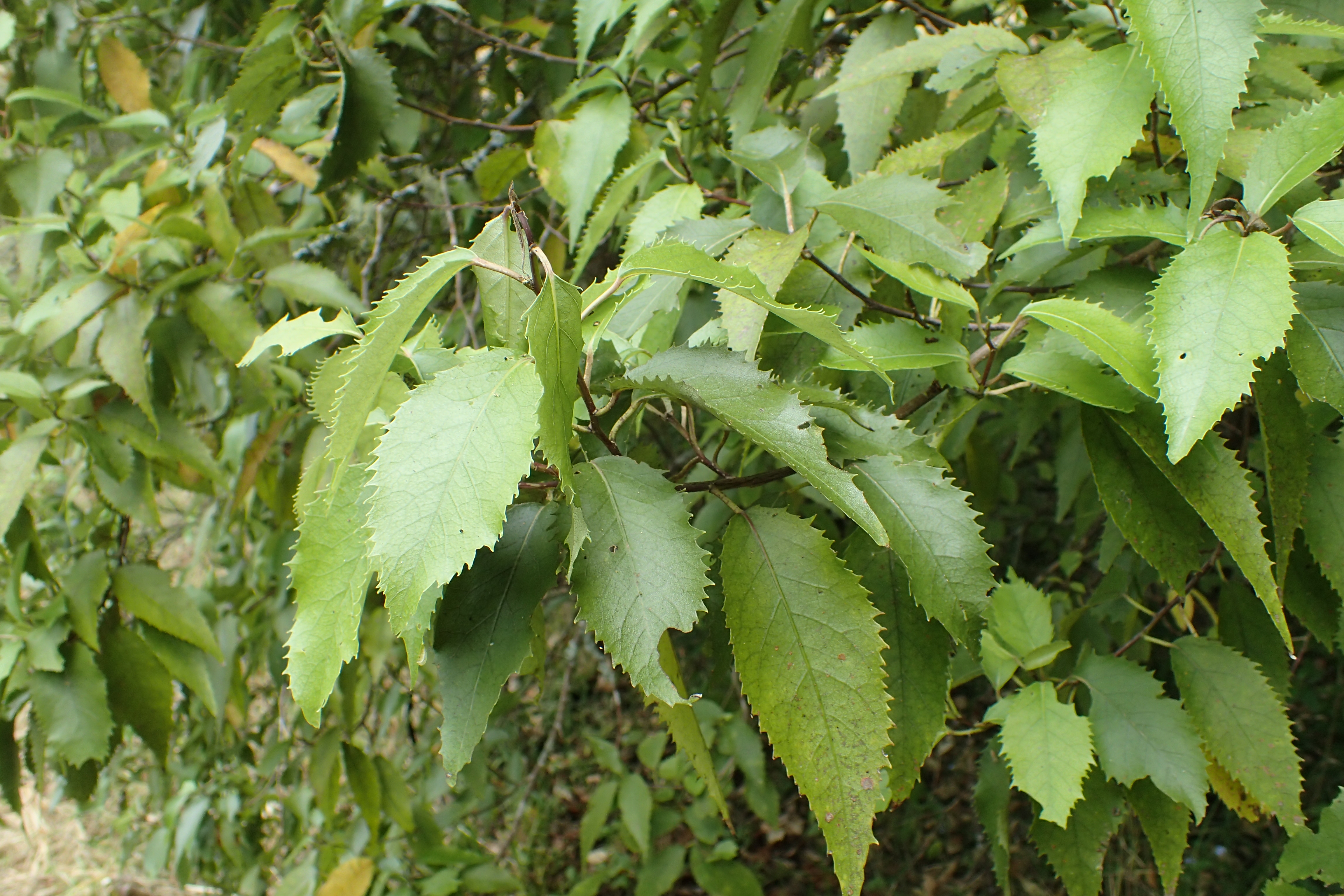
Bladeren
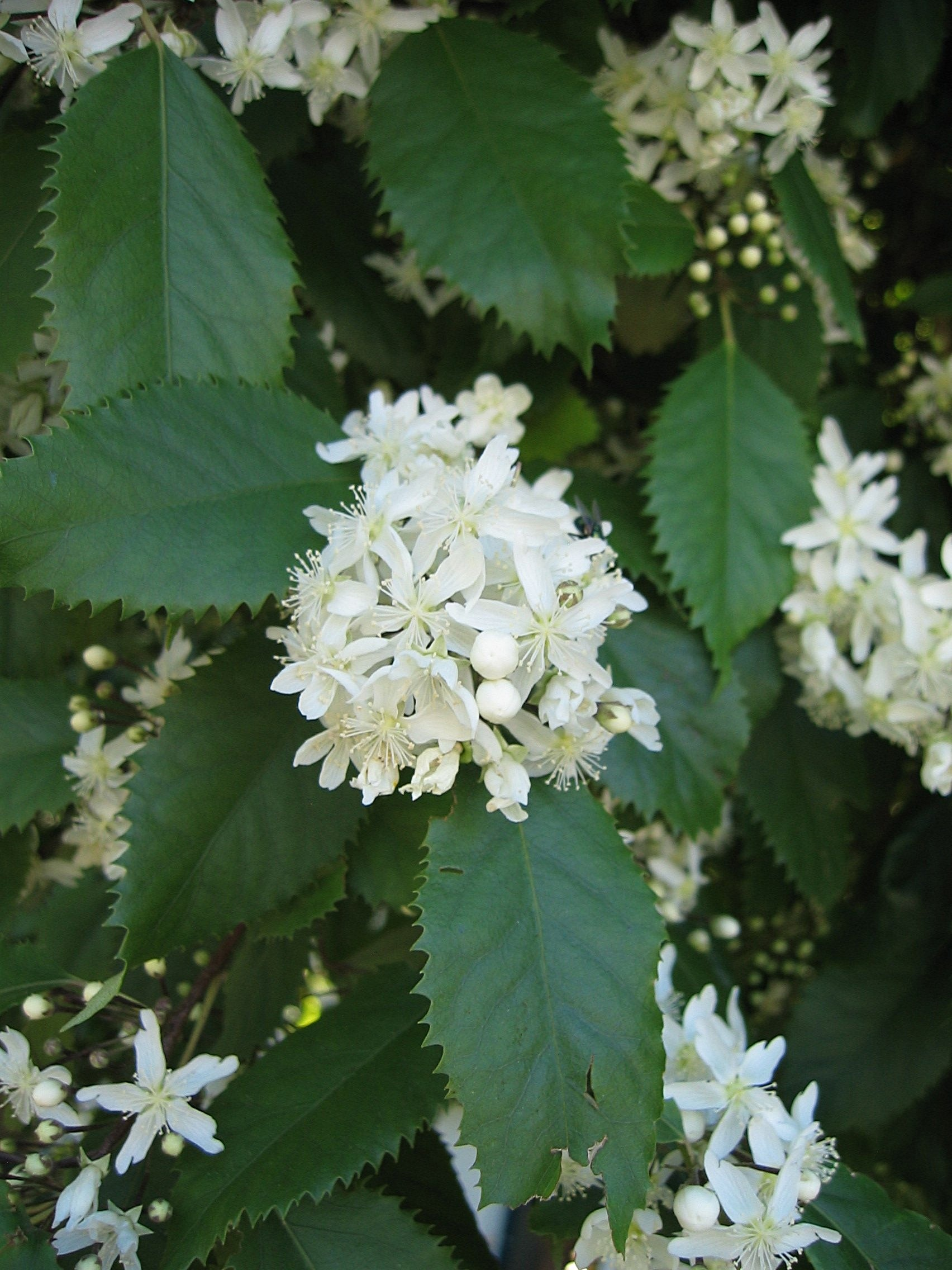
Bloemen
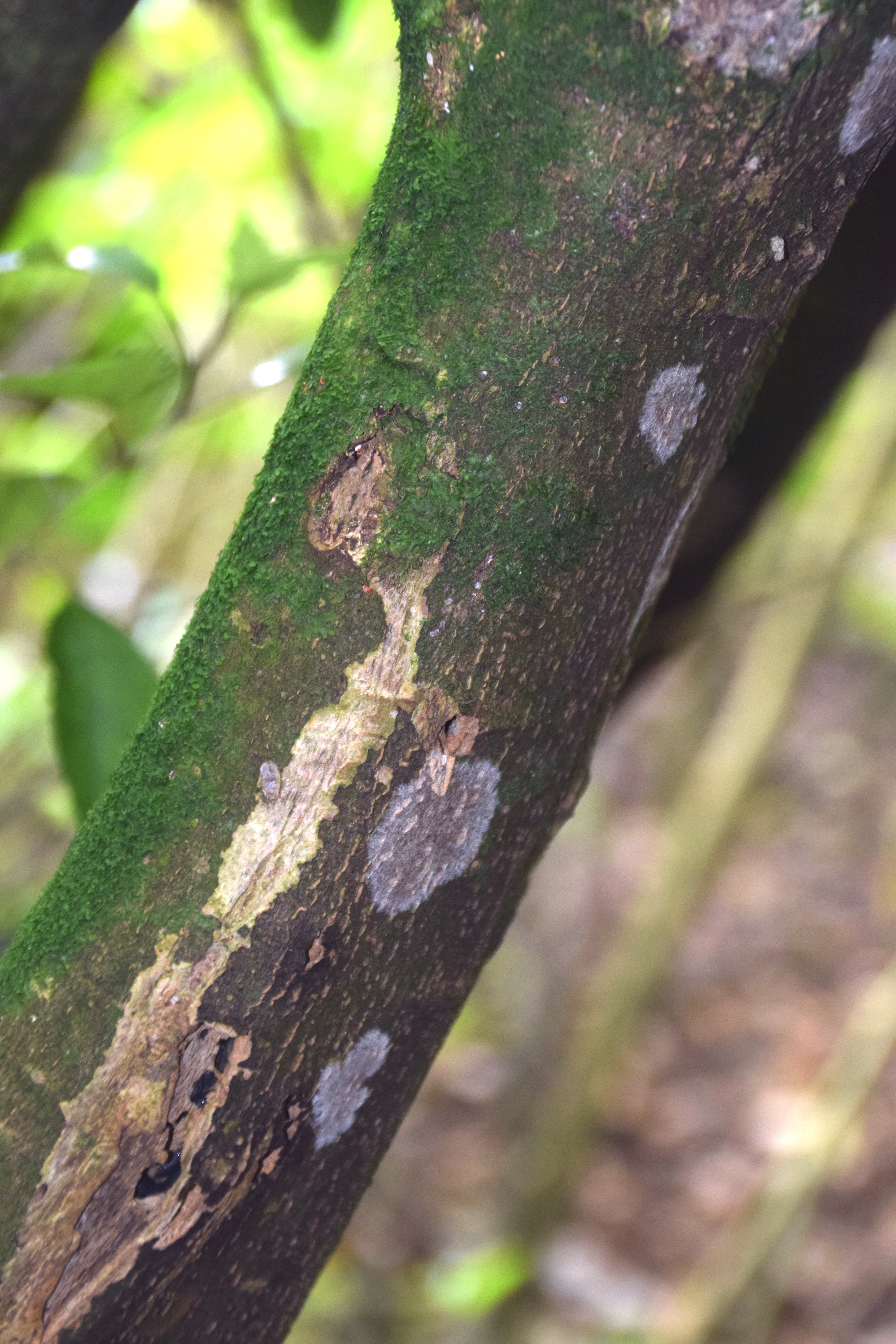
Schors